# Glasnost (album)
Glasnost è un album live della band rock britannica Barclay James Harvest, pubblicato nel 1988.

## Formazione
- John Lees - voce, chitarra, tastiera
- Les Holroyd - voce, basso, chitarra
- Mel Pritchard - batteria
- Bias Boshell - tastiera
- Colin Browne - tastiera
- Kevin McAlea - tastiera

## Tracce
1. Poor Man's Moody Blues – 7:16
2. Alone In The Night – 5:35
3. Hold On – 4:40
4. African – 6:22
5. On The Wings Of Love – 6:20
6. Love On The Line – 4:25
7. Berlin – 5:05
8. Medicine Man – 6:05
9. Kiev – 6:00
10. Hymn – 5:10
11. Turn The Key – 5:17
12. He Said Love – 5:15